# Madremyia saundersii
Madremyia saundersii là một loài ruồi trong họ Tachinidae.